# Boada (Kasztília és León)
Boada egy község Spanyolországban, Salamanca tartományban. Boada Retortillo, Villares de Yeltes, El Cubo de Don Sancho, La Fuente de San Esteban és Martín de Yeltes községekkel határos. Lakosainak száma 268 fő (2024).

## Népesség
A település népessége az elmúlt években az alábbi módon változott:
| Lakosok száma | 419  | 370  | 346  | 323  | 307  | 300  | 292  | 302  | 283  | 268  |
|               | 2001 | 2004 | 2007 | 2009 | 2012 | 2014 | 2017 | 2019 | 2022 | 2024 |